# Michelle Collins
Michelle Collins (née le 12 février 1971 dans la zone du canal de Panamá) est une sprinteuse américaine spécialiste en particulier du 400 mètres. Impliquée dans l'affaire Balco, elle se voit retirer son titre acquis lors des championnats du monde en salle à Birmingham en 2003, elle écope également d'une suspension de 4 ans qui mit un terme à sa carrière.

## Carrière

### Palmarès
| Date | Compétition                    | Lieu       | Résultat | Épreuve               | Performance   |
| ---- | ------------------------------ | ---------- | -------- | --------------------- | ------------- |
| 1991 | Universiade d'été              | Sheffield  | 3e       | 200 mètres            | 23 s 47       |
| 1993 | Universiade d'été              | Buffalo    | 1re      | 400 mètres            | 52 s 01       |
| 1999 | Championnats du monde en salle | Maebashi   | 3e       | Relais 4 × 400 mètres | 3 min 27 s 59 |
| 1999 | Jeux panaméricains             | Winnipeg   | 2e       | 400 mètres            | 51 s 21       |
| 1999 | Jeux panaméricains             | Winnipeg   | 2e       | Relais 4 × 400 mètres | 3 min 27 s 50 |
| 1999 | Championnats du monde          | Séville    | 2e       | Relais 4 × 400 mètres | 3 min 22 s 09 |
| 2001 | Championnats du monde          | Edmonton   | 4e       | Relais 4 × 400 mètres | 3 min 26 s 88 |
| 2002 | Coupe du monde des nations     | Madrid     | 2e       | Relais 4 × 400 mètres | 3 min 24 s 67 |
| 2003 | Championnats du monde en salle | Birmingham | —        | 200 mètres            | DSQ           |

### Records
| Épreuve    | Performance | Lieu       | Date            |
| ---------- | ----------- | ---------- | --------------- |
| 100 mètres | 11 s 19     | Atlanta    | 3 juin 2000     |
| 200 mètres | 22 s 57     | Sacramento | 23 juillet 2000 |
| 400 mètres | 50 s 11     | Osaka      | 13 mai 2000     |